# Mike Myers
Michael John „Mike” Myers (Scarborough, 1963. május 25. –) Primetime Emmy-díjas kanadai színész, komikus, énekes, forgatókönyvíró és filmproducer.
Olyan népszerű filmekkel vált híressé, mint a Wayne világa, az Austin Powers-trilógia vagy a Shrek, melyben a címszereplő eredeti hangját kölcsönzi.

## Fiatalkora
Mike Myers 1963-ban, Kanadában született. Édesapja Eric Myers biztosítási ügynök, édesanyja, Alice irodai felügyelő volt a Brit Királyi Légierőnél. Két bátyja van: Peter és Paul. Szülei Liverpoolból származnak, így brit és amerikai ősei is vannak. Gyermekkorában protestáns nevelésben részesült. Scarborough-ban tanult és végezte el középiskoláit. Először a Sir John A. Macdonald Collegiate nevű iskolában, majd a Stephen Leacock Collegiate-ben, ahol érettségizett és később diplomázott is.

## Pályafutása
Nyolcévesen már reklámszerepeket kapott. Középiskolai tanulmányai elvégzése után a színház felé fordult. Az 1959-ben megnyílt The Second City nevezetű színházban kezdett el dolgozni 1982-től. 1985-ben Angliába költözött, ahol egy gyermekeknek szóló reggeli műsor munkálataiban vett részt. 1986-ban ismét visszaköltözött Kanadába, ahol Torontóban kezdett dolgozni. Később elutazott Chicagóba, ahol folytatta a munkát.
Televíziós karrierje 1988-ban indult el a Saturday Night Live című műsorral, amelynek 6 évadjában szerepelt. 1992-ben főszerepet kapott a Wayne világa című filmben, melynek a következő évben folytatása is született. Időközben az Elbaltázott nászéjszakát is leforgatta Nancy Travis színésznővel. 1997-ben tért vissza a Szőr Austin Powers: Őfelsége titkolt ügynöke címszerepében. A vígjáték sikeres lett és trilógiává nőtte ki magát. 1999-ben elkészült a második része, majd 2002-ben a harmadik része is, utóbbi Beyoncé főszereplésével. Szinkronszínészként ő volt Shrek hangja.
2009-ben feltűnt a Tarantino által rendezett Becstelen brigantyk című alkotásban, olyan színészek mellett, mint Brad Pitt vagy Christoph Waltz. Több mint 10 év után Austin Powers történetének folytatását tervezik, de ennek konkrét dátuma még nincs. 2012-ben az Oscar Etiquette című rövidfilmben szerepelt. 2018-ban a Bohém rapszódia című zenés filmben láthatta a közönség.

## Magánélete
Első feleségével, Robin Ruzannal egy hokimeccsen ismerkedett össze Chicagóban. 1993-ban feleségül vette. Házasságuk idővel azonban megromlott. Válásukat 2006 augusztusában mondták ki.
2010-ben másodszor is megnősült. Kelly Tisdale-t vette feleségül. A házasságukból két gyermek született.

## Filmográfia

### Film

#### író és producer
| Év   | Magyar cím                                   | Eredeti cím                                 | Feladatkör        | Feladatkör | Megjegyzések                   |
| Év   | Magyar cím                                   | Eredeti cím                                 | Író               | Producer   | Megjegyzések                   |
| ---- | -------------------------------------------- | ------------------------------------------- | ----------------- | ---------- | ------------------------------ |
| 1992 | Wayne világa                                 | Wayne's World                               | Igen              | Nem        |                                |
| 1993 | Elbaltázott nászéjszaka                      | So I Married an Axe Murderer                | Nincs feltüntetve | Nem        | forgatókönyv újraírása         |
| 1993 | Wayne világa 2.                              | Wayne's World 2                             | Igen              | Nem        |                                |
| 1997 | Szőr Austin Powers: Őfelsége titkolt ügynöke | Austin Powers: International Man of Mystery | Igen              | Igen       |                                |
| 1999 | KicsiKÉM – Austin Powers 2.                  | Austin Powers: The Spy Who Shagged Me       | Igen              | Igen       |                                |
| 2002 | Austin Powers – Aranyszerszám                | Austin Powers in Goldmember                 | Igen              | Igen       |                                |
| 2008 | Love Guru                                    | The Love Guru                               | Igen              | Igen       |                                |
| 2012 |                                              | Oscar Etiquette                             | Igen              | Nem        | rövidfilm                      |
| 2012 |                                              | Supermensch: The Legend of Shep Gordon      | Nem               | Igen       | - dokumentumfilm - társrendező |

#### Színész
| Év   | Magyar cím                                   | Eredeti cím                                 | Szerep                                               | Magyar hang         |
| ---- | -------------------------------------------- | ------------------------------------------- | ---------------------------------------------------- | ------------------- |
| 1992 | Wayne világa                                 | Wayne's World                               | Wayne Campbell                                       | Geszti Péter        |
| 1993 | Elbaltázott nászéjszaka                      | So I Married an Axe Murderer                | Charlie McKenzie / Stuart McKenzie                   | Csuja Imre          |
| 1993 | Wayne világa 2.                              | Wayne's World 2                             | Wayne Campbell                                       | Geszti Péter        |
| 1997 | Szőr Austin Powers: Őfelsége titkolt ügynöke | Austin Powers: International Man of Mystery | Austin Powers / Dr. Genya                            | Józsa Imre          |
| 1998 | 54                                           | 54                                          | Steve Rubell                                         | Kálloy Molnár Péter |
| 1998 | 54                                           | 54                                          | Steve Rubell                                         | Fekete Zoltán       |
| 1998 |                                              | The Thin Pink Line                          | Tim Broderick                                        |                     |
| 1998 | A meteor                                     | Pete's Meteor                               | Pete                                                 |                     |
| 1999 | KicsiKÉM – Austin Powers 2.                  | Austin Powers: The Spy Who Shagged Me       | Austin Powers / Dr. Genya / Dagi Dög                 | Józsa Imre          |
| 1999 | Majd, ha fagy!                               | Mystery, Alaska                             | Donnie Shulzhoffer                                   | Galbenisz Tomasz    |
| 2001 | Shrek                                        | Shrek                                       | Shrek (hangja)                                       | Gesztesi Károly     |
| 2002 | Austin Powers – Aranyszerszám                | Austin Powers in Goldmember                 | Austin Powers / Dr. Genya / Dagi Dög / Aranyszerszám | Józsa Imre          |
| 2003 | Senki nem tud semmit                         | Nobody Knows Anything!                      | szemtanú                                             |                     |
| 2003 | A macska – Le a kalappal!                    | The Cat in the Hat                          | A Macska                                             | Harsányi Gábor      |
| 2003 | Shrek 4-D: Lord Farquaad szelleme            | Shrek 4-D                                   | Shrek (hangja)                                       | Gesztesi Károly     |
| 2003 | Flört a fellegekben                          | View from the Top                           | John Witney                                          | Kerekes József      |
| 2004 | Shrek 2.                                     | Shrek 2.                                    | Shrek (hangja)                                       | Gesztesi Károly     |
| 2007 | Harmadik Shrek                               | Shrek the Third                             | Shrek (hangja)                                       | Gesztesi Károly     |
| 2008 | Love Guru                                    | The Love Guru                               | Maurice / Guru Pitka / önmaga                        | Kerekes József      |
| 2009 | Becstelen brigantyk                          | Inglourious Basterds                        | Ed Fenech tábornok                                   | Imre István         |
| 2010 | Shrek a vége, fuss el véle                   | Shrek Forever After                         | Shrek (hangja)                                       | Gesztesi Károly     |
| 2010 | Szamár karácsonyi Shrekkentése (rövidfilm)   | Donkey's Christmas Shrektacular             | Shrek (hangja)                                       |                     |
| 2012 |                                              | Oscar Etiquette (rövidfilm)                 | Sir Cecil Worthington                                |                     |
| 2018 | Végállomás                                   | Terminal                                    | Clinton / Mr. Franklyn                               |                     |
| 2018 | Bohém rapszódia                              | Bohemian Rhapsody                           | Ray Foster                                           | Scherer Péter       |
| 2022 | Amszterdam                                   | Amsterdam                                   | Paul Canterbury                                      | Gyabronka József    |

Dokumentumfilm
- Home (2006) – önmaga
- Supermensch: The Legend of Shep Gordon (2013) – önmaga
- Being Canadian (2015) – önmaga
- I Am Chris Farley (2015) – önmaga

### Televízió
| Év        | Magyar cím                              | Eredeti cím                                  | Szerep                                           | Megjegyzések |
| --------- | --------------------------------------- | -------------------------------------------- | ------------------------------------------------ | --- |
| 1975      |                                         | King of Kensington                           | Ari                                              | 1 epizód |
| 1977      |                                         | Range Ryder and the Calgary Kid              | ismeretlen szerep                                | |
| 1979      |                                         | The Littlest Hobo                            | Tommy                                            | 1 epizód |
| 1979      |                                         | Bizarre                                      | több szereplő                                    | |
| 1985      |                                         | John and Yoko: A Love Story                  | futárfiú (stáblistán nem szerepel)               | tévéfilm |
| 1987      |                                         | Meet Julie                                   | ismeretlen szereplő (hangja)                     | tévéfilm |
| 1987      |                                         | It's Only Rock & Roll                        | Wayne Campbell                                   | |
| 1989      |                                         | Elvis Stories                                | cockney férfi                                    | rövidfilm |
| 1989–2014 | Saturday Night Live                     | Saturday Night Live                          | több szereplő / házigazda (1997) / Dr. Genya     | 122 epizód (forgatókönyvíró)                                                                                     |
| 2007      | Shrekből az angyal                      | Shrek the Halls                              | - különkiadás - magyar hangja: - Gesztesi Károly | |
| 2008      | 2008-as MTV Movie Awards                | 2008 MTV Movie Awards                        | önmaga (házigazda)                               | különkiadás |
| 2010      | Félelem és Shrekketés                   | Scared Shrekless                             | Shrek (hangja)                                   | különkiadás |
| 2014      |                                         | Monty Python Live (Mostly)                   | önmaga                                           | különkiadás |
| 2015      | John Oliver-show az elmúlt hét híreiről | Last Week Tonight with John Oliver           | önmaga                                           | 1 epizód |
| 2015      |                                         | Saturday Night Live 40th Anniversary Special | Wayne Campbell                                   | különkiadás |
| 2017–2018 |                                         | The Gong Show                                | Tommy Maitland (házigazda)                       | - vetélkedő (20 epizód) - vezető producer                                                                        |
| 2018      |                                         | The Tonight Show Starring Jimmy Fallon       | Dr. Genya                                        | 2 epizód |
| 2022      | A pentavirátus                          | The Pentaverate                              | több szereplő                                    | - minisorozat megalkotója (6 epizód) - forgatókönyvíró és vezető producer - magyar hangja: - Kálloy Molnár Péter |

## Fordítás
Ez a szócikk részben vagy egészben  a   Mike Myers című angol Wikipédia-szócikk fordításán alapul.  Az eredeti cikk szerkesztőit annak laptörténete sorolja fel. Ez a jelzés csupán a megfogalmazás eredetét és a szerzői jogokat jelzi, nem szolgál a cikkben szereplő információk forrásmegjelöléseként.